# Соляниківська синагога
Подільська синагога (або Соляниківська синагога, також 4-та єврейська молитовня) — колишня єврейська синагога, в Харкові, на Подолі, на розі Соляниківського та Подільського провулку, 15/12 (нині провулок Подільський, 12).
Одна з п'яти історичних харківських синагог. Заснована в 1911 році, будівлю спроектував місцевий архітектор Мойсей Лазаревич Мелетинський.
Будівля в стилі модерн з еклектичними мавританськими мотивами. Головний, західний фасад, був тристулковий, з високими подвійними бічними вікнами, відокремленим колонами від центральної ніші зі стрілчастою аркою (ця частина фасаду злегка виступала в бік вулиці). З боку фасаду карниз синагоги був увінчаний двома дощечками з заповідями, позаду яких піднімався купол.
Після приходу до влади комуністів, в 1929 році, будівлю синагоги націоналізували. Під час Другої світової війни будівля сильно постраждала, перебудовувалася і перетворилася на чотириповерхове офісне приміщення. Будівля втратила стиль і зараз має деталі конструктивізму. Тим не менш форми більш менш збережені, що дає можливість уявити первісний вигляд вулиці. 
Поруч також знаходиться інша релігійна споруда — харківська караїмська кенаса, яка зберегла первісний зовнішній вигляд.